# Фитиан-Адамс, Чарльз
Чарльз Фитиан-Адамс (англ. Charles Vevers Phythian-Adams; 28 июля 1937 — 13 мая 2025) — английский краевед и бывший руководитель Центра английского краеведения в Университете Лестера.
Он происходил из дворянской семьи и был старшим из трёх сыновей преподобного Уильяма Джона Телии Фитиан-Адамса (1888—1967) и Аделы (урождённой Робинсон). Он получил образование в колледже Мальборо и колледже Хартфорд в Оксфорде, окончив их со степенью магистра искусств.
Адамс умер 13 мая 2025 года в возрасте 87 лет.

## Избранные публикации
- Societies, Cultures and Kinship, 1580—1850: Cultural Provinces and English Local History
- Desolation of a City: Coventry and the Urban Crisis of the Late Middle Ages[7]
- Re-thinking English Local History[8]
- Land of the Cumbrians: A Study of British Provincial Origins, AD 400—1120
- The Norman Conquest of Leicestershire and Rutland
- Local History and Folklore: A New Framework